# Scrupus
Scrupus is een geslacht van weekdieren uit de klasse van de Gastropoda (slakken).

## Soorten
- Scrupus hyalinus (Odhner, 1924)
- Scrupus minutus (Petterd, 1884)
- Scrupus sinuatus Laws, 1940 †
- Scrupus tumidus Laws, 1948
- Scrupus uniliratus Powell, 1931